# FC Issyk-Kol Karakol
FC Issyk-Kol Karakol é um clube de futebol do Quirguistão. 